# Witold Wojtkiewicz
Witold Wojtkiewicz (Varsavia, 29 dicembre 1879 – Varsavia, 14 giugno 1909) è stato un pittore polacco.

## Biografia
Figlio di un impiegato di banca, si dedicò contro la volontà del padre agli studi artistici, dapprima presso la classe di disegno di Wojciech Gerson a Varsavia e successivamente, dopo un breve soggiorno a San Pietroburgo, all'Accademia di Belle Arti di Cracovia.
Ammiratore dei modernisti Stanisław Wyspiański e Jacek Malczewski, Wojtkiewicz riflette nelle proprie opere le idee di poeti romantici come Cyprian Kamil Norwid e di autori come Stanisław Przybyszewski ed Edward Józef Abramowski.
Il suo lavoro originale e creativo, caratterizzato dall'utilizzo di motivi grotteschi e ironici, lo colloca al confine fra Simbolismo ed Espressionismo.
Wojtkiewicz lavorò anche come illustratore di riviste e disegnatore di cartoline. Malato di cuore fin dalla nascita, morì a causa di una crisi cardiaca a 29 anni nel 1909.